# Пашков, Борис Михайлович
Бори́с Миха́йлович Пашко́в (1899 ― 1972) ― советский учёный, дерматовенеролог, доктор медицинских наук, профессор, заведующий кафедрой кожных и венерических болезней Московского медицинского стоматологического института, заслуженный деятель науки РСФСР (1968).

## Биография
Борис Михайлович Пашков родился в 1899 году.
С 1922 по 1924 годы осуществлял врачебную практику ординатором на кафедре кожных и венерических болезней Государственной высшей медицинской школы, а с 1924 по 1927 годы работал интерном в Государственном венерологическом институте. Научно-педагогическую деятельность начал осуществлять в 1931 году, стал трудиться научным сотрудником Государственного венерологического института. 
В 1935 году успешно защитил диссертацию на соискание степени кандидата медицинских наук, после чего стал работать в Центральном институте усовершенствования врачей в должности ассистента, а позже перешёл работать доцентом. В 1941 году вступил в ВКП(б)/КПССС. С 1941 по 1949 годы работал в должности заместителя директора по научной части и заведующим кожно-венерологическим отделением советской больницы в Тегеране. В 1949 году ему доверили возглавить отдел врожденного сифилиса Центрального кожно-венерологического института Министерства здравоохранения СССР. В 1952 году защитил диссертацию на соискание степени доктора медицинских наук. С 1953 года профессор стал возглавлять кафедру кожных и венерических болезней Московского медицинского стоматологического института.
Является автором свыше 150 научных работ, среди них 8 монографий, которые были посвящены клинике, патогенезу, лечению и профилактике врожденного сифилиса и особенностям поражений слизистой оболочки полости рта при различных дерматозах и сифилисе.
Активный участник медицинского сообщества. Являлся заместителем председателя Исполкома Союза обществ Красного Креста и Красного Полумесяца СССР, являлся председателем Всероссийского научного общества дерматовенерологов, был редактором журнала «Вестник дерматологии и венерологии» (1966— 1973). Почетный член Болгарского, Иранского, Польского и член-корреспондент Французского дерматовенерологических обществ.
Умер в 1972 году в Москве.

## Награды
- Орден Ленина,
- Заслуженный деятель науки РСФСР,
- Орден Короны (Иран)
- Орден Красного Креста (Бельгия),
- Орден Красного Креста (Польша),
- другие медали.

## Научная деятельность
Труды, монографии:
- Пашков Б.М. Сифилис костей и суставов, Москва, 1949;
- Пашков Б.М. Поражения костной системы при позднем врожденном сифилисе, диссертация, т. 1 — 2, Москва, 1951;
- Пашков Б.М. Поздний врожденный сифилис, Москва, 1955;
- Пашков Б.М. Поражения слизистой оболочки полости рта при кожных и венерических болезнях, Москва, 1958;
- Пашков Б.М., Щеклаков Н.Д. Доброкачественная неакантолитическая пузырчатка слизистой оболочки только полости рта, Стоматология, № 3, с. 18, 1961;
- Пашков Б.М., Беляева Е.Ф. «Мягкая лейкоплякия» в полости рта, Стоматология, № 2, с. 3, 1966;
- Пашков Б.М. Поражения слизистой оболочки рта и губ при некоторых дерматозах и сифилисе, Москва, 1970.